# Straßenbahn Mostaganem
Die Straßenbahn Mostaganem ist das am 18. Februar 2023 eröffnete Straßenbahnsystem in der algerischen Stadt Mostaganem.

## Geschichte
Der Auftrag zum Bau des Netzes wurde 2012 an ein Konsortium der Unternehmen Corsán-Coviam Construcción und Isolux Ingeniería sowie Alstom (Anteil 28 %) vergeben. Die Arbeiten begannen im September 2013 und sollten nach damaligen Plänen bereits 2016 vollendet sein. Wegen finanzieller Probleme von Corsán-Coviam Construcción musste der Auftrag jedoch schließlich neu vergeben werden, nun an Cosider Travaux Publics, Cosider Ouvrages d’Art und weiterhin Alstom. Von ersten Testfahrten wurde schließlich 2021 berichtet.

## Netz

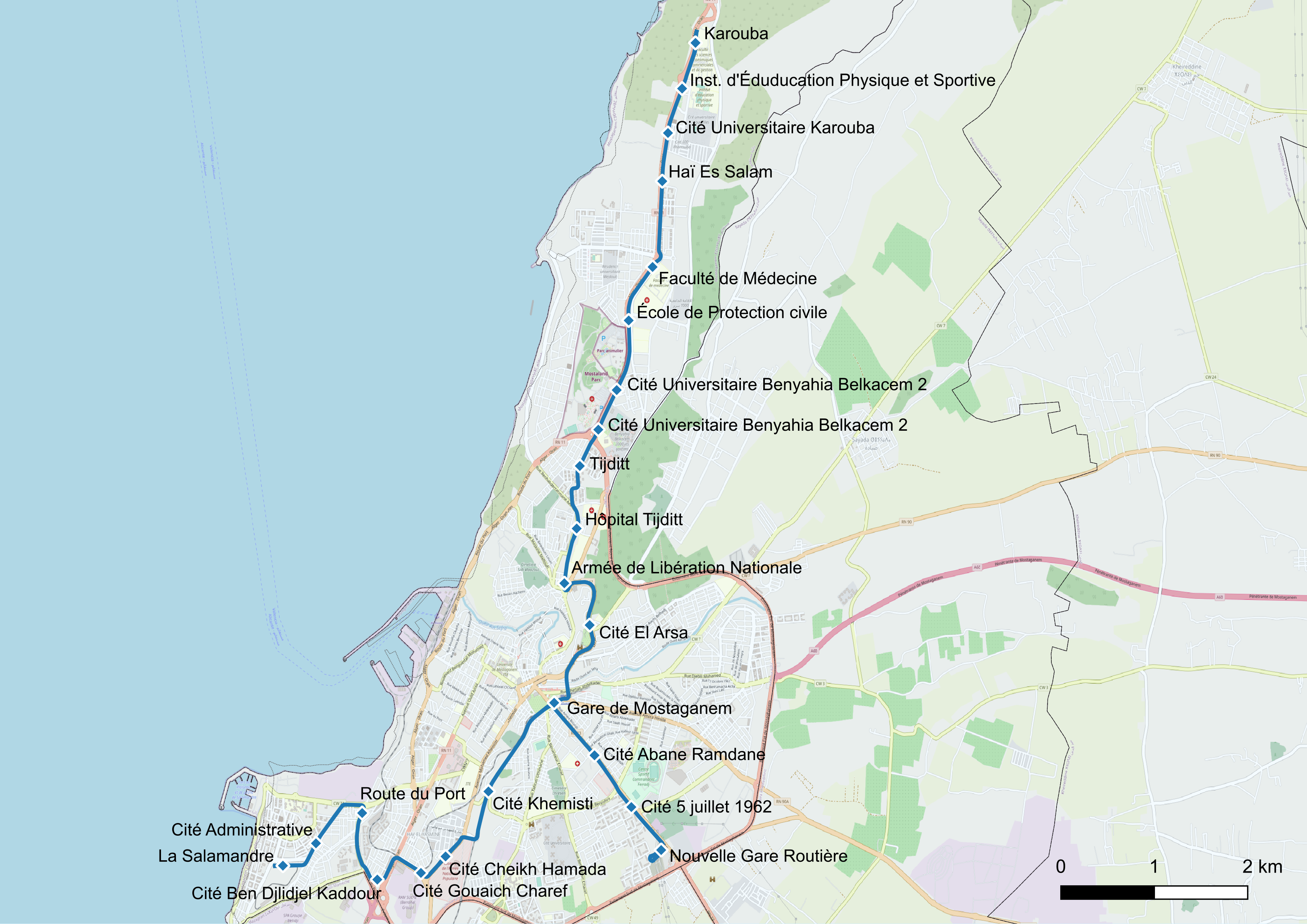
Streckennetz

Der Knotenpunkt des Streckennetzes ist die Haltestelle Gare de Mostaganem am Bahnhof der Stadt. Die drei Streckenäste verlaufen von dort zur Universität im Norden (Endhaltestelle Karouba), in den Südwesten (Endhaltestelle La Salamandre) und zu einem neuen Busbahnhof im Südosten (Endhaltestelle Nouvelle Gare Routière). Es verkehren zwei Linien:
| Linie | Verlauf                                      | Länge   | Haltestellen | Takt (NVZ) |
| ----- | -------------------------------------------- | ------- | ------------ | ---------- |
| T1    | La Salamandre ↔ Gare de Mostaganem ↔ Karouba | 12,2 km | 20           | 4–7 min    |
| T2    | Gare de Mostaganem ↔ Nouvelle Gare Routière  | 2 km    | 4            | 4–7 min    |

Anders als bei den anderen algerischen Straßenbahnbetrieben gibt es auf dem Ast zum Busbahnhof auch straßenbündigen Bahnkörper sowie nahe dem Bahnhof einen eingleisigen Abschnitt. Einige Streckenabschnitte sind relativ steil, es gibt Längsneigungen von bis zu acht Prozent. Der Betriebshof befindet sich bei der Endhaltestelle La Salamandre. Außerdem gibt es beim Busbahnhof eine Abstellanlage. Die Fahrgastzahlen liegen bei ungefähr 30 000 pro Tag (Stand März 2025).

## Fahrzeuge
Als Rollmaterial stehen 25 siebenteilige Niederflurwagen des Typs Alstom Citadis 402 zur Verfügung, welche in Annaba vom Joint Venture Cital hergestellt wurden. Die Multigelenkwagen sind 43 m lang und können rund 400 Fahrgäste befördern. Davon wurden vier Fahrzeuge bereits 2013 gebaut. Wegen der Verzögerung des Gesamtprojekts ruhte die Fertigung dann jedoch einige Jahre bis zur Auslieferung 2017 und 2018.